# Corte d'appello di Brescia

Territorio del distretto di Corte d'appello di Brescia

Il distretto della Corte d'appello di Brescia è formato dai circondari dei 4 Tribunali ordinari di Bergamo, Brescia, Cremona e Mantova.
Costituisce una delle due Corti d'appello nel territorio della regione Lombardia.

## Storia
La Corte d'appello di Brescia fu istituita nel periodo napoleonico, con decreto 17 giugno 1806. Fu abolita con la Restaurazione in seguito al ritorno della dominazione austriaca con la nascita del Regno Lombardo-Veneto. Le cause dei Tribunali provinciali erano in quel periodo giudicate in secondo grado dal Tribunale generale di appello di Milano. Ricostituita la Corte d'appello con l'unità d'Italia, nella riforma del 1923 la Corte d'appello di Brescia fu strutturata come sezione della Corte di Milano, per poi tornare autonoma dal 1930.

## Competenza territoriale civile e penale degli uffici del distretto
Le circoscrizioni territoriali sono aggiornate al testo della legge 27 febbraio 2015, n. 11.

### Territorio
- Bergamo
- Brescia
- Cremona
- Mantova

## Tribunale di Bergamo

### Giudice di pace di Bergamo
Albino, Algua, Almè, Almenno San Bartolomeo, Almenno San Salvatore, Alzano Lombardo, Ambivere, Antegnate, Ardesio, Arcene, Arzago d'Adda, Averara, Aviatico, Azzano San Paolo, Azzone, Barbata, Bariano, Barzana, Bedulita, Berbenno, Bergamo, Blello, Boltiere, Bonate Sopra, Bonate Sotto, Bottanuco, Bracca, Branzi, Brembate, Brembate di Sopra, Brembilla, Brignano Gera d'Adda, Brumano, Calcio, Calusco d'Adda, Calvenzano, Camerata Cornello, Canonica d'Adda, Capizzone, Capriate San Gervasio, Caprino Bergamasco, Caravaggio, Carona, Carvico, Casirate d'Adda, Casnigo, Cassiglio, Castel Rozzone, Castione della Presolana, Cazzano Sant'Andrea, Cene, Cerete, Chignolo d'Isola, Cisano Bergamasco, Ciserano, Cividate al Piano, Clusone, Colere, Cologno al Serio, Colzate, Comun Nuovo, Corna Imagna, Cornalba, Cortenuova, Costa Serina, Costa Valle Imagna, Covo, Curno, Cusio, Dalmine, Dossena, Fara Gera d'Adda, Fara Olivana con Sola, Filago, Fino del Monte, Fiorano al Serio, Fontanella, Foppolo, Fornovo San Giovanni, Fuipiano Valle Imagna, Gandellino, Gandino, Gazzaniga, Gerosa, Ghisalba, Gorle, Gorno, Grassobbio, Gromo, Isola di Fondra, Isso, Leffe, Lenna, Levate, Locatello, Lurano, Madone, Mapello, Martinengo, Medolago, Mezzoldo, Misano di Gera d'Adda, Moio de' Calvi, Morengo, Mozzanica, Mozzo, Nembro, Olmo al Brembo, Oltre il Colle, Oltressenda Alta, Oneta, Onore, Orio al Serio, Ornica, Osio Sopra, Osio Sotto, Pagazzano, Paladina, Palazzago, Parre, Pedrengo, Peia, Piario, Piazza Brembana, Piazzatorre, Piazzolo, Pognano, Ponte Nossa, Ponte San Pietro, Ponteranica, Pontida, Pontirolo Nuovo, Pradalunga, Premolo, Presezzo, Pumenengo, Ranica, Romano di Lombardia, Roncobello, Roncola, Rota d'Imagna, Rovetta, San Giovanni Bianco, San Pellegrino Terme, Santa Brigida, Sant'Omobono Terme, Scanzorosciate, Schilpario, Sedrina, Selvino, Seriate, Serina, Solza, Songavazzo, Sorisole, Sotto il Monte Giovanni XXIII, Spirano, Stezzano, Strozza, Suisio, Taleggio, Terno d'Isola, Torre Boldone, Torre Pallavicina, Treviglio, Treviolo, Ubiale Clanezzo, Urgnano, Valbondione, Valbrembo, Valgoglio, Valleve, Valnegra, Valsecca, Valtorta, Vedeseta, Verdellino, Verdello Vertova, Villa d'Adda, Villa d'Almè, Villa di Serio, Villa d'Ogna, Vilminore di Scalve, Zanica, Zogno

### Giudice di pace di Grumello del Monte
Adrara San Martino, Adrara San Rocco, Albano Sant'Alessandro, Bagnatica, Berzo San Fermo, Bianzano, Bolgare, Borgo di Terzo, Bossico, Brusaporto, Calcinate, Carobbio degli Angeli, Casazza, Castelli Calepio, Castro, Cavernago, Cenate Sopra, Cenate Sotto, Chiuduno, Costa di Mezzate, Costa Volpino, Credaro, Endine Gaiano, Entratico, Fonteno, Foresto Sparso, Gandosso, Gaverina Terme, Gorlago, Grone, Grumello del Monte, Lovere, Luzzana, Monasterolo del Castello, Montello, Mornico al Serio, Palosco, Parzanica, Pianico, Predore, Ranzanico, Riva di Solto, Rogno, San Paolo d'Argon, Sarnico, Solto Collina, Sovere, Spinone al Lago, Tavernola Bergamasca, Telgate, Torre de' Roveri, Trescore Balneario, Viadanica, Vigano San Martino, Vigolo, Villongo, Zandobbio

## Tribunale di Brescia

### Giudice di pace di Brescia
Acquafredda, Adro, Agnosine, Alfianello, Anfo, Angolo Terme, Artogne, Azzano Mella, Bagnolo Mella, Bagolino, Barbariga, Barghe, Bassano Bresciano, Bedizzole, Berlingo, Berzo Demo, Berzo Inferiore, Bienno, Bione, Borgo San Giacomo, Borgosatollo, Borno, Botticino, Bovegno, Bovezzo, Brandico, Braone, Breno, Brescia, Brione, Caino, Calcinato, Calvagese della Riviera, Calvisano, Capo di Ponte, Capovalle, Capriano del Colle, Capriolo, Carpenedolo, Castegnato, Castel Mella, Castenedolo, Casto, Cazzago San Martino, Cedegolo, Cellatica, Cerveno, Ceto, Cevo, Cigole, Cimbergo, Cividate Camuno, Coccaglio, Collebeato, Collio, Cologne, Concesio, Corte Franca, Corteno Golgi, Corzano, Darfo Boario Terme, Dello, Desenzano del Garda, Edolo, Erbusco, Esine, Fiesse, Flero, Gambara, Gardone Riviera, Gardone Val Trompia, Gargnano, Gavardo, Ghedi, Gianico, Gottolengo, Gussago, Idro, Incudine, Irma, Iseo, Isorella, Lavenone, Leno, Limone sul Garda, Lodrino, Lograto, Lonato del Garda, Longhena, Losine, Lozio, Lumezzane, Maclodio, Mairano, Malegno, Malonno, Manerba del Garda, Manerbio, Marcheno, Marmentino, Marone, Mazzano, Milzano, Moniga del Garda, Monno, Monte Isola, Monticelli Brusati, Montichiari, Montirone, Mura, Muscoline, Nave, Niardo, Nuvolento, Nuvolera, Odolo, Offlaga, Ome, Ono San Pietro, Orzinuovi, Orzivecchi, Ospitaletto, Ossimo, Padenghe sul Garda, Paderno Franciacorta, Paisco Loveno, Paitone, Palazzolo sull'Oglio, Paratico, Paspardo, Passirano, Pavone del Mella, Pertica Alta, Pertica Bassa, Pezzaze, Pian Camuno, Piancogno, Pisogne, Polaveno, Polpenazze del Garda, Pompiano, Poncarale, Ponte di Legno, Pontevico, Pozzolengo, Pralboino, Preseglie, Prestine, Prevalle, Provaglio d'Iseo, Provaglio Val Sabbia, Puegnago del Garda, Quinzano d'Oglio, Remedello, Rezzato, Roccafranca, Rodengo-Saiano, Roè Volciano, Roncadelle, Rovato, Sabbio Chiese, Sale Marasino, Salò, San Felice del Benaco, San Gervasio Bresciano, San Paolo, San Zeno Naviglio, Sarezzo, Saviore dell'Adamello, Sellero, Seniga, Serle, Sirmione, Soiano del Lago, Sonico, Sulzano, Tavernole sul Mella, Temù, Tignale, Torbole Casaglia, Toscolano Maderno, Travagliato, Tremosine sul Garda, Trenzano, Treviso Bresciano, Vallio Terme, Verolanuova, Verolavecchia, Vestone, Vezza d'Oglio, Villa Carcina, Villachiara, Villanuova sul Clisi, Vione, Visano, Vobarno, Zone

### Giudice di pace di Chiari
Castelcovati, Castrezzato, Chiari, Comezzano-Cizzago, Pontoglio, Rudiano, Urago d'Oglio

## Tribunale di Cremona

### Giudice di pace di Crema
Agnadello, Bagnolo Cremasco, Camisano, Campagnola Cremasca, Capergnanica, Capralba, Casale Cremasco-Vidolasco, Casaletto Ceredano, Casaletto di Sopra, Casaletto Vaprio, Castel Gabbiano, Chieve, Credera Rubbiano, Crema, Cremosano, Cumignano sul Naviglio, Dovera, Fiesco, Izano, Madignano, Monte Cremasco, Montodine, Moscazzano, Offanengo, Palazzo Pignano, Pandino, Pianengo, Pieranica, Quintano, Ricengo, Ripalta Arpina, Ripalta Cremasca, Ripalta Guerina, Rivolta d'Adda, Romanengo, Salvirola, Sergnano, Soncino, Spino d'Adda, Ticengo, Torlino Vimercati, Trescore Cremasco, Trigolo, Vaiano Cremasco, Vailate

### Giudice di pace di Cremona
Acquanegra Cremonese, Annicco, Azzanello, Bonemerse, Bordolano, Ca' d'Andrea, Cappella Cantone, Cappella de' Picenardi, Casalbuttano ed Uniti, Casalmaggiore, Casalmorano, Casteldidone, Castelleone, Castelverde, Castelvisconti, Cella Dati, Cicognolo, Cingia de' Botti, Corte de' Cortesi con Cignone, Corte de' Frati, Cremona, Crotta d'Adda, Derovere, Drizzona, Formigara, Gabbioneta-Binanuova, Gadesco-Pieve Delmona, Genivolta, Gerre de' Caprioli, Gombito, Grontardo, Grumello Cremonese ed Uniti, Gussola, Isola Dovarese, Malagnino, Martignana di Po, Motta Baluffi, Olmeneta, Ostiano, Paderno Ponchielli, Persico Dosimo, Pescarolo ed Uniti, Pessina Cremonese, Piadena, Pieve d'Olmi, Pieve San Giacomo, Pizzighettone, Pozzaglio ed Uniti, Rivarolo del Re ed Uniti, Robecco d'Oglio, San Bassano, San Daniele Po, San Giovanni in Croce, San Martino del Lago, Scandolara Ravara, Scandolara Ripa d'Oglio, Sesto ed Uniti, Solarolo Rainerio, Soresina, Sospiro, Spinadesco, Stagno Lombardo, Torre de' Picenardi, Torricella del Pizzo, Vescovato, Volongo, Voltido

## Tribunale di Mantova

### Giudice di pace di Mantova
Acquanegra sul Chiese, Asola, Bagnolo San Vito, Bigarello, Borgo Virgilio, Borgofranco sul Po, Bozzolo, Calvatone, Canneto sull'Oglio, Casalmoro, Casaloldo, Casalromano, Castel Goffredo, Carbonara di Po, Castel d'Ario, Castelbelforte, Castellucchio, Castiglione delle Stiviere, Cavriana, Ceresara, Commessaggio, Curtatone, Dosolo, Felonica, Gazoldo degli Ippoliti, Gazzuolo, Goito, Gonzaga, Guidizzolo, Magnacavallo, Mantova, Marcaria, Mariana Mantovana, Marmirolo, Medole, Moglia, Monzambano, Motteggiana, Ostiglia, Pegognaga, Pieve di Coriano, Piubega, Poggio Rusco, Pomponesco, Ponti sul Mincio, Porto Mantovano, Quingentole, Quistello, Redondesco, Revere, Rivarolo Mantovano, Rodigo, Roncoferraro, Roverbella, Sabbioneta, San Benedetto Po, San Giacomo delle Segnate, San Giorgio di Mantova, San Giovanni del Dosso, San Martino dall'Argine, Schivenoglia, Sermide, Serravalle a Po, Solferino, Spineda, Sustinente, Suzzara, Tornata, Viadana, Villa Poma, Villimpenta, Volta Mantovana

## Altri organi giurisdizionali competenti per i comuni del distretto

### Sezioni specializzate
- Corti d’assise di Bergamo, Brescia, Cremona e Mantova
- Corte d'assise d'appello di Brescia
- Sezioni specializzate in materia di impresa presso il Tribunale e la Corte d'appello di Brescia
- Tribunale Regionale delle acque pubbliche di Milano
- Sezione specializzata in materia di immigrazione, protezione internazionale e libera circolazione dei cittadini dell'Unione europea presso il Tribunale di Brescia

### Giustizia minorile
- Tribunale per i minorenni di Brescia
- Corte d'appello di Brescia, sezione per i minorenni

### Sorveglianza
- Uffici di sorveglianza di Brescia e Mantova
- Tribunale di sorveglianza di Brescia

### Giustizia tributaria
- Commissione tributaria provinciale (CTP): Bergamo, Brescia, Cremona e Mantova
- Commissione tributaria regionale (CTR) Lombardia, sezione staccata di Brescia

### Giustizia militare
- Tribunale militare di Verona
- Corte d’appello militare di Roma

### Giustizia contabile
- Corte dei Conti Sezione Giurisdizionale per la regione Lombardia, sezione regionale di controllo per la Lombardia, Procura regionale presso la sezione giurisdizionale per la Lombardia (Milano)

### Giustizia amministrativa
- Tribunale Amministrativo Regionale per la Lombardia – sezione staccata di Brescia[7]

### Usi civici
- Commissariato per la liquidazione degli usi civici della Lombardia, con sede a Milano